# 乐山坡水库
乐山坡水库是中国湖北省荆门市沙洋县境内的一座水库，位于汉江支流黄荡湖支流上，建于1973年。水库正常库容为885万立方米，集雨面积为24平方千米，海拔为77米。